# Energetická substance
Energetická substance je exteriérová mramorová skulptura v Sadu Jožky Jabůrkové v městském obvodu Ostrava-Vítkovice statutárního města Ostrava..

## Historie a popis díla
Abstraktní plastiku Energetická substance vytvořil v roce 2010 gruzínský sochař Valerian Jikija v rámci Mezinárodního kamenného sympozia Landek. Plastika byla vytvořena ze slezského Supíkovického mramoru a to jako konkrétní zadání přímo pro dané místo a světelné podmínky v Sadu Jožky Jabůrkové. U plastiky je umístěn informační panel. Dílo je volně přístupné.

## Galerie

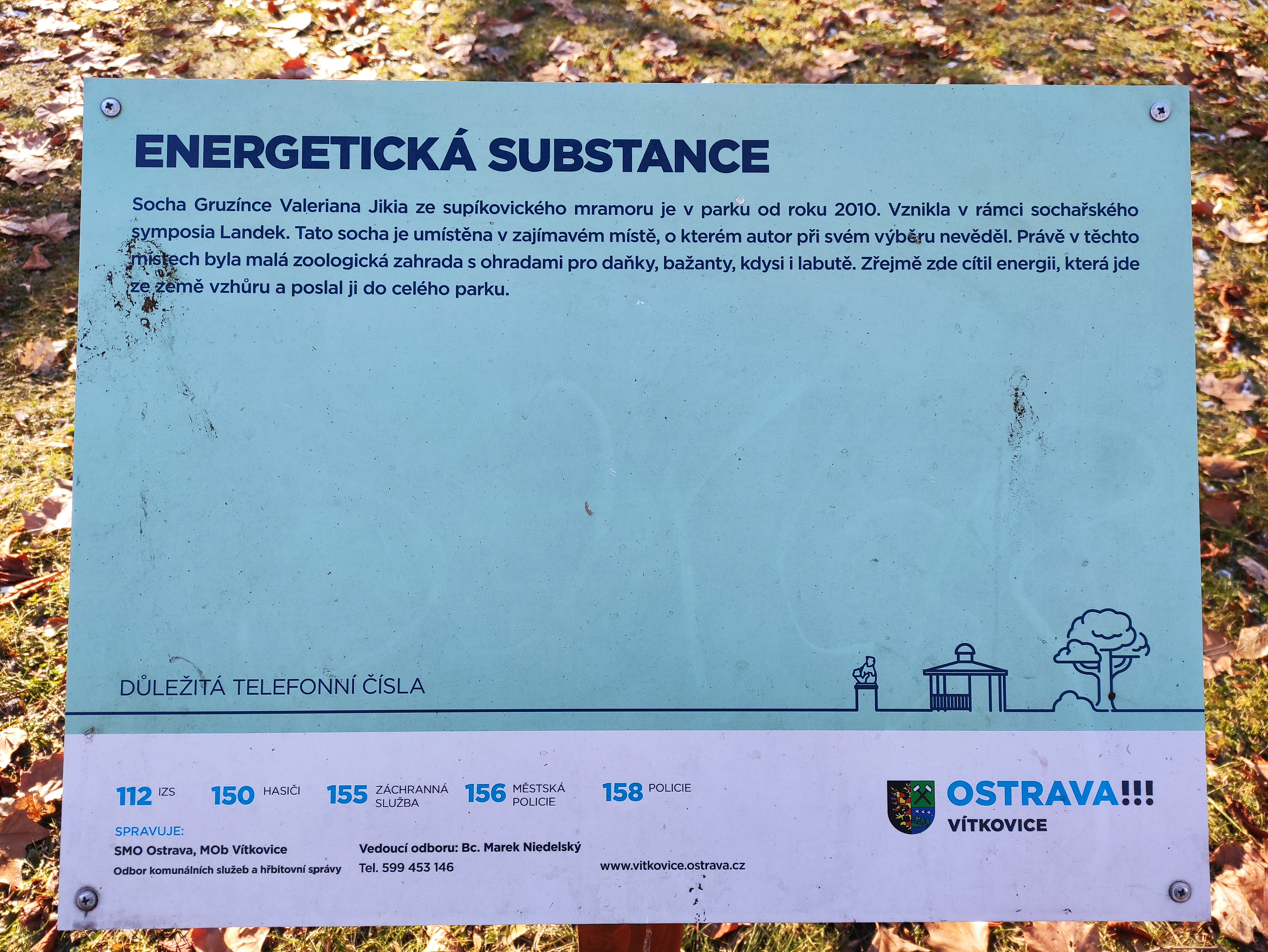
Informační panel u díla